# Giannelli Imbula
Gianelli Imbula Wanga, född 12 september 1992, är en fransk-kongolesisk fotbollsspelare (mittfältare) som spelar för Tuzlaspor.

## Karriär
Han blev utsedd till bästa spelare i Ligue 2 efter säsongen 2012/2013. Den 1 februari 2016 värvades Imbula av Stoke City, där han skrev på ett kontrakt fram till sommaren 2021. Den 31 augusti 2017 lånades Imbula ut till Toulouse över säsongen 2017/2018.
Den 30 augusti 2018 lånades Imbula ut till spanska Rayo Vallecano på ett låneavtal över säsongen 2018/2019. Den 31 augusti 2019 lånades Imbula ut till italienska Lecce på ett låneavtal över säsongen 2019/2020.
Den 3 mars 2020 värvades Imbula av ryska Sotji. I juli 2020 lämnade han klubben. Den 9 mars 2021 värvades Imbula av portugisiska Portimonense, där han skrev på ett kontrakt fram till juni 2022. I januari 2023 blev Imbula klar för spel i Tuzlaspor i turkiska andradivisionen.